# Idaea cavenacata
Idaea cavenacata är en fjärilsart som beskrevs av Pierre Chrétien 1929. Idaea cavenacata ingår i släktet Idaea och familjen mätare. Inga underarter finns listade i Catalogue of Life.